# Таляк
О Пророк! Когда вы даете женам развод, то разводитесь в течение установленного срока, ведите счет этому сроку и бойтесь Аллаха, вашего Господа. Не выгоняйте их из их домов, и пусть они не выходят из них, если только они не совершат явную мерзость. Таковы ограничения Аллаха. Кто преступает ограничения Аллаха, тот поступает несправедливо по отношению к себе. Ты не знаешь, что Аллах, возможно, после этого решит иначе. ۝ Когда для них наступит установленный срок, оставьте их у себя по-хорошему или же отпустите по-хорошему. Призовите свидетелями двух справедливых мужей из вас и будьте свидетелями ради Аллаха. Таково увещевание для тех, кто верует в Аллаха и в Последний день. Тому, кто боится Аллаха, Он создает выход из положения ۝ и наделяет его уделом оттуда, откуда он даже не предполагает. Тому, кто уповает на Аллаха, достаточно Его. Аллах доводит до конца Своё дело. Аллах установил меру для каждой вещи. ۝ Для тех из ваших женщин, у которых прекратились менструации, если вы сомневаетесь, установленный для развода срок равен трем месяцам, как и для тех, у которых не было менструаций. Для беременных срок установлен до тех пор, пока они не разрешатся от бремени. Тому, кто боится Аллаха, Он облегчает дела. ۝ Таково повеление Аллаха, которое Он ниспослал вам. Тому, кто боится Аллаха, Он простит злодеяния и увеличит награду. ۝ Поселяйте их там, где вы живете сами – по вашему достатку. Не причиняйте им вреда, желая стеснить их. Если они беременны, то содержите их, пока они не разрешатся от бремени. Если они кормят грудью для вас, то платите им вознаграждение и советуйтесь между собой по-хорошему. Если же вы станете обременять друг друга, то кормить для него будет другая женщина. ۝ Пусть обладающий достатком расходует согласно своему достатку. А тот, кто стеснен в средствах, пусть расходует из того, чем его одарил Аллах. Аллах не возлагает на человека сверх того, что Он даровал ему. После тяготы Аллах создает облегчение.
بِسْمِ اللَّهِ الرَّحْمَٰنِ الرَّحِيمِ يَا أَيُّهَا النَّبِيُّ إِذَا طَلَّقْتُمُ النِّسَاءَ فَطَلِّقُوهُنَّ لِعِدَّتِهِنَّ وَأَحْصُوا الْعِدَّةَ ۖ وَاتَّقُوا اللَّهَ رَبَّكُمْ ۖ لَا تُخْرِجُوهُنَّ مِنْ بُيُوتِهِنَّ وَلَا يَخْرُجْنَ إِلَّا أَنْ يَأْتِينَ بِفَاحِشَةٍ مُبَيِّنَةٍ ۚ وَتِلْكَ حُدُودُ اللَّهِ ۚ وَمَنْ يَتَعَدَّ حُدُودَ اللَّهِ فَقَدْ ظَلَمَ نَفْسَهُ ۚ لَا تَدْرِي لَعَلَّ اللَّهَ يُحْدِثُ بَعْدَ ذَٰلِكَ أَمْرًا
فَإِذَا بَلَغْنَ أَجَلَهُنَّ فَأَمْسِكُوهُنَّ بِمَعْرُوفٍ أَوْ فَارِقُوهُنَّ بِمَعْرُوفٍ وَأَشْهِدُوا ذَوَيْ عَدْلٍ مِنْكُمْ وَأَقِيمُوا الشَّهَادَةَ لِلَّهِ ۚ ذَٰلِكُمْ يُوعَظُ بِهِ مَنْ كَانَ يُؤْمِنُ بِاللَّهِ وَالْيَوْمِ الْآخِرِ ۚ وَمَنْ يَتَّقِ اللَّهَ يَجْعَلْ لَهُ مَخْرَجًا
وَيَرْزُقْهُ مِنْ حَيْثُ لَا يَحْتَسِبُ ۚ وَمَنْ يَتَوَكَّلْ عَلَى اللَّهِ فَهُوَ حَسْبُهُ ۚ إِنَّ اللَّهَ بَالِغُ أَمْرِهِ ۚ قَدْ جَعَلَ اللَّهُ لِكُلِّ شَيْءٍ قَدْرًا
وَاللَّائِي يَئِسْنَ مِنَ الْمَحِيضِ مِنْ نِسَائِكُمْ إِنِ ارْتَبْتُمْ فَعِدَّتُهُنَّ ثَلَاثَةُ أَشْهُرٍ وَاللَّائِي لَمْ يَحِضْنَ ۚ وَأُولَاتُ الْأَحْمَالِ أَجَلُهُنَّ أَنْ يَضَعْنَ حَمْلَهُنَّ ۚ وَمَنْ يَتَّقِ اللَّهَ يَجْعَلْ لَهُ مِنْ أَمْرِهِ يُسْرًا
ذَٰلِكَ أَمْرُ اللَّهِ أَنْزَلَهُ إِلَيْكُمْ ۚ وَمَنْ يَتَّقِ اللَّهَ يُكَفِّرْ عَنْهُ سَيِّئَاتِهِ وَيُعْظِمْ لَهُ أَجْرًا
أَسْكِنُوهُنَّ مِنْ حَيْثُ سَكَنْتُمْ مِنْ وُجْدِكُمْ وَلَا تُضَارُّوهُنَّ لِتُضَيِّقُوا عَلَيْهِنَّ ۚ وَإِنْ كُنَّ أُولَاتِ حَمْلٍ فَأَنْفِقُوا عَلَيْهِنَّ حَتَّىٰ يَضَعْنَ حَمْلَهُنَّ ۚ فَإِنْ أَرْضَعْنَ لَكُمْ فَآتُوهُنَّ أُجُورَهُنَّ ۖ وَأْتَمِرُوا بَيْنَكُمْ بِمَعْرُوفٍ ۖ وَإِنْ تَعَاسَرْتُمْ فَسَتُرْضِعُ لَهُ أُخْرَىٰ
لِيُنْفِقْ ذُو سَعَةٍ مِنْ سَعَتِهِ ۖ وَمَنْ قُدِرَ عَلَيْهِ رِزْقُهُ فَلْيُنْفِقْ مِمَّا آتَاهُ اللَّهُ ۚ لَا يُكَلِّفُ اللَّهُ نَفْسًا إِلَّا مَا آتَاهَا ۚ سَيَجْعَلُ اللَّهُ بَعْدَ عُسْرٍ يُسْرًا
Таля́к (также талак, от араб. الطلاق‎ —  развод‎) — развод в исламе. Право объявить о разводе имеет муж либо шариатский судья, выносящий решение по просьбе жены. Мужчина, дающий развод жене, должен быть совершеннолетним, вменяемым и разводиться по собственной воле. Все мазхабы постулируют, что нельзя давать развод жене во время менструации (хайд) или послеродового кровотечения (нифас). В четырёх суннитских мазхабах развод, данный мужем менструирующей жене или во время того цикла, когда у них были интимные отношения, считается запрещённым (харам), однако, тем не менее, действительным. Но в джафаритском фикхе такой развод не имеет силы, за исключением некоторых случаев. Шииты требуют произнесения особой формулы развода и двух свидетелей. В суннитских мазхабах никакая формула не прописана и присутствие свидетелей не обязательно. Мужчина может развестись с одной женщиной три раза (хулла). После третьего развода супруги могут снова сойтись только после того, как женщина выйдет замуж за другого мужчину, вступит с ним в интимные отношения и, по каким-то объективным причинам, освободится от него. Единовременное троекратное произнесение формулы развода запрещено и признаётся в суннитских мазхабах. Шииты и салафиты такой развод считают за один. После расторжения брака женщина обязана выждать срок идда прежде, чем она вступит в новый брак. Идда разведённой женщины составляет три менструальных цикла, идда после окончания временного брака — два менструальных цикла, идда вдовы — четыре месяца и десять дней, идда беременной — до рождения ребёнка.

## Принуждение
Мужчина, дающий развод жене, должен быть совершеннолетним, вменяемым и разводиться по собственной воле. Помимо ханафитов, учёные всех правовых школ (мазхабов) не признают действительным развод, данный по принуждению. Впрочем, в ряде случаев, когда муж откровенно не выполняет и не желает выполнять своих обязанностей по отношению к жене, шариатский судья имеет право принудить его дать ей развод. В случае же, если муж откажется, судья может сам развести женщину по её просьбе.

## Развод во время менструации
Все мазхабы постулируют, что нельзя давать развод жене во время менструации (хайд) или послеродового кровотечения (нифас). Необходимо дождаться её окончания и после уже не иметь никаких сексуальных контактов с женой: она не должна вступать в близость с мужем во время того менструального цикла, когда он даёт ей развод. Этот «чистый» менструальный цикл потом засчитывается ей как часть идды (периода, когда женщина не может вступать в новый брак после развода, смерти супруга или окончания срока временного брака, признаваемого шиитами).
В четырёх суннитских мазхабах развод, данный мужем менструирующей жене или во время того цикла, когда у них были интимные отношения, считается запрещённым (харам), однако, тем не менее, действительным. Но в джафаритском фикхе такой развод не имеет силы, за исключением тех случаев, когда в браке между супругами не было секса (вне зависимости от того, была жена девственницей или нет), когда у жены уже наступила менопауза, когда жена беременна, или если муж отсутствовал месяц и более и не знал о том, что на момент развода у жены была менструация.
Если же у женщины репродуктивного возраста в силу какой-либо патологии нет месячных, учёные джафаритского толка требуют, чтобы она и её муж выждали три месяца, воздерживаясь от интимных отношений, и лишь затем они могут развестись.

## Формула развода
Кроме того, шииты, в отличие от представителей четырёх суннитских мазхабов, требуют произнесения особой формулы развода, включающей в себя оборот «талик» (однокоренные производные от этого слова не допускаются). Муж не может делегировать жене право произнести эту формулу. Вне зависимости от того, сколько раз он повторил эту формулу, в джафаритском мазхабе развод расценивается как однократный, а не трёхкратный (в отличие от суннитских мазхабов, где троекратное произнесение формулы развода означает развод без права возвращения). Формула должна быть произнесена мужем или его представителем, развод в письменной форме или на языке жестов считается недействительным. При этом должны обязательно присутствовать двое справедливых (адиль) свидетелей.
Однако в суннитских мазхабах присутствие свидетелей не обязательно и не прописана никакая формула. Важно отметить, что если муж-суннит даёт развод жене-шиитке и не соблюдает вышеуказанных условий (например, при разводе отсутствуют свидетели или не произносится особая формула), развод всё равно считается действительным (в соответствии с хадисами имама Джафара ас-Садика и имама Мухаммада аль-Джавада). Но если муж-шиит даёт развод жене-суннитке, он обязан соблюсти условия, предписанные джафаритским мазхабом.

## Окончательный развод
Мужчина может развестись с одной женщиной три раза, после чего наступает окончательный развод (хулла). После третьего развода женщина становится запретной для своего мужа. Супруги могут снова сойтись только после того, как женщина выйдет замуж за другого мужчину, вступит с ним в интимные отношения и, по каким-то объективным причинам, освободится от него. Причиной может служить смерть мужа или развод.

## Троекратный развод
В соответствии с фикхом четырёх суннитских мазхабов, троекратное произнесение формулы развода означает, что супруги больше не могут возобновить брак, заключив никях заново, пока бывшая жена не побывает замужем за другим человеком, не вступит с ним в интимные отношения и не разведётся с ним. Однако шииты считают такой развод однократным. По джафаритскому мазхабу, супруги могут воссоединиться после такого развода (во время идды — без заключения нового брака, и заключив новый брак по истечении идды), и если они разведутся снова, это будет считаться вторым разводом, и если они возобновят брак и разведутся снова после третьей попытки, развод будет считаться окончательным, и бывшие супруги больше не смогут заключить четвёртый брак, пока женщина не выйдет замуж за другого мужчину и не разведётся с ним (либо же она может вступить во временный брак, и тогда после истечения его срока она может вернуться к бывшему мужу после развода без права возвращения).

## Хула
Помимо обычного развода, существует так называемый развод-хула, инициируемый женой в том случае, если муж выполняет все шариатские обязанности, однако женщина утратила свои чувства к нему и категорически не хочет оставаться его супругой. В таком случае она может выплатить ему установленную сумму денег и получить развод. У этого вида развода также существуют свои условия, описанные в книгах по фикху.

## Идда
После расторжения брака женщина обязана выждать срок идда прежде, чем она вступит в новый брак. Идда разведённой женщины составляет три менструальных цикла, идда после окончания временного брака — два менструальных цикла, идда вдовы — четыре месяца и десять дней, идда беременной — до рождения ребёнка. Согласно джафаритскому мазхабу, женщина в период менопаузы не обязана выжидать идду. Что касается женщины, совершившей прелюбодеяния, то ханафиты, шафииты и большинство шиитских учёных считают, что в таком случае идда не нужна. Ханбалиты полагают идду обязательной для прелюбодейки точно так же, как и для разведённой женщины, а маликиты делают оговорку, что в случае, если прелюбодейке назначено наказание, идда для неё сокращается до одного менструального цикла.